# Kobylec (województwo wielkopolskie)
Kobylec – wieś w Polsce położona w województwie wielkopolskim, w powiecie wągrowieckim, w gminie Wągrowiec.
Wieś konwentu cystersów w Wągrowcu w 1629 roku, położona była w XVII wieku w powiecie kcyńskim województwa kaliskiego. W latach 1975–1998 miejscowość administracyjnie należała do województwa pilskiego.
W Kobylcu znajduje się strzelnica sportowa należąca do Bractwa Kurkowego w Wągrowcu, przy plaży nad jeziorem Kobyleckim znajduje się cmentarz ofiar cholery, do niedawna znajdował się tam również ośrodek wczasowy. W kobyleckim lesie bliżej Bartodziej znajduje się również stary poniemiecki cmentarz z grobowcem.Nad jeziorem powstało boisko sportowe w ramach programu „Moje boisko Orlik 2012”.
Od października 2010 roku do grudnia 2013 trwała budowa nowego kościoła pw. Jana Pawła II. 19 stycznia 2014 poświęcił go Prymas Polski Józef Kowalczyk.